# Ethiopia hoy dess ibalish
Ethiopia hoy dess ibalish – hymn państwowy Etiopii w latach 1930-1975. Słowa napisano kolektywnie, a muzykę skomponował Kevork Nalbandian. Hymn został po raz pierwszy wykonany podczas koronacji cesarza Hajle Syllasje I.

## Transkrypcja oficjalnych słów amharskich
| Oryginalny zapis | Transkrypcja                 |
| ---------------- | ---------------------------- |
| ኢትዮጵያ ሆይ ደስ ይበልሽ | Ethiopia hoy dess ibalish    |
| በአምላክሽ ኃይል በንጉሥሽ | Beamlakish hail benegoosish  |
| ተባብረዋልና አርበኞችሽ   | Tibaberewal arbanyotchish    |
| አይነካም ከቶ ነጻነትሽ   | Ayennakam ketto netsannatesh |
| ብርቱ ናቸው ተራሮችሽ    | Bertoo natchoha terarotchish |
| አትፈሪም ከጠላቶችሽ     | Ateférim ketelatotchish      |
| ድል አድራጊው ንጉሳችን   | Del adraguioo Negoosatchin   |
| ይኑርልን ለክብራችን     | Yinoorellen lekebratchin     |
| ብርቱ ናቸው ተራሮችሽ    | Bertoo natchoha terarotchish |
| አትፈሪም ከጠላቶችሽ     | Ateférim ketelatotchish      |
| ድል አድራጊው ንጉሳችን   | Del adraguioo Negoosatchin   |
| ይኑርልን ለክብራችን     | Yinoorellen lekebratchin     |